# Busongeval in Beaune
Op zaterdagochtend 31 juli 1982 vond er een busongeval bij de Franse stad Beaune plaats. Het ongeval vond plaats tijdens de zomervakantie, waardoor de wegen in Frankrijk overvol zaten. Met 53 slachtoffers, waaronder 46 kinderen, is het tot op heden het dodelijkste verkeersongeval ooit in Frankrijk (dit ongeluk is ook de reden van de introductie van de uitdrukking Zwarte zaterdag).

## Ongeval
Op 30 juli 1982 verlieten twee bussen, waarin meerdere kinderen en hun begeleiders zaten, het plaatsje Crépy-en-Valois, waar de meesten van hen vandaan kwamen. Ze waren op weg naar een zomerkamp in Aussois in de Franse Alpen. Terwijl het middernacht begon te worden, reden de bussen via de A6 richting Lyon. Net nadat ze voorbij Beaune waren begon het te regenen en zaten de wegen overvol richting het zuiden.
Rond 1.45 uur in de ochtend waren de bussen op een plaats waar het aantal rijbanen afnam van drie naar twee. Hierdoor moesten twee auto's die de twee bussen probeerden in te halen weer invoegen en belandden ze allebei tussen de bussen in. Nadat de voorste bus opeens moest remmen vanwege een langzaam rijdend voertuig, botste de tweede bus op de auto voor hem, waardoor er een kettingbotsing ontstond. De situatie werd nog grimmiger nadat de benzinetank van een van de auto's openscheurde en benzine op de weglekte, en vervolgens ontbrandde, waardoor er zes auto's in brand vlogen.
De kinderen en begeleiders uit de eerste bus konden ontsnappen, maar de nooduitgang van de tweede bus werd geblokkeerd door een auto. Desondanks lukte het twee leraren om minstens 15 kinderen uit de bus in veiligheid te brengen, maar de overige 46 konden niet ontsnappen en zijn levend verbrand. 

## Vervolg
De toenmalige president van Frankrijk, François Mitterrand en premier Pierre Mauroy waren aanwezig bij de rouwdienst die op dinsdag 3 augustus plaatsvond. De nabestaanden kregen steun van over de hele wereld; zelfs de toenmalige PLO-leider Yasser Arafat bood vanuit West-Beiroet zijn condoleances aan.
Een precieze oorzaak van het ongeval is niet bekend, maar de Franse autoriteiten maakten destijds melding van roekeloosheid en stelden op basis van getuigenverklaringen (de tachografen van beide bussen waren verloren gegaan) dat er veel harder gereden is dan toegestaan. Een van de overlevende chauffeurs heeft daarvoor 6 maanden celstraf en een boete gekregen. Verder staat vast dat de remmen van de achterste bus niet in orde waren; de directeur van het transportbedrijf is daarvoor veroordeeld tot 18 maanden celstraf.
Naar aanleiding van dit ongeval zijn in Frankrijk verschillende veiligheidsmaatregelen genomen: de maximumsnelheid bij regen is verlaagd van 130 naar 110 km/uur op autosnelwegen en 80 km/uur op overige wegen, het collectieve vervoer van kinderen tijdens de drukte in de maanden juli en augustus is verboden, snelheidsbegrenzers zijn verplicht in vrachtwagens en bussen, en het gebruik van gelaagd glas voor de voorruiten van voertuigen is verplicht gesteld.  